# Suburbicon
Suburbicon es una película estadounidense de comedia criminal y misterio de 2017, dirigida por George Clooney, escrita por los hermanos Coen, Clooney y Grant Heslov, y protagonizada por Matt Damon, Julianne Moore y Oscar Isaac. Fue seleccionada para competir en el Festival Internacional de Cine de Venecia, donde se proyectó el 2 de septiembre de 2017, y también se proyectó en el Festival Internacional de Cine de Toronto antes de llegar a los cines de Estados Unidos el 27 de octubre del mismo año. Tras su estreno, Suburbicon recibió críticas mayoritariamente negativas y fue un fracaso de taquilla.

## Argumento
Una comunidad engañosamente pacífica esconde un lado violento. En 1959, el tranquilo barrio blanco de Suburbicon es sacudido por la llegada de una familia afroamericana, los Mayers.
Gardner Lodge, un hombre de modales suaves, es el padre de una familia en Suburbicon. Una noche, dos ladrones irrumpen en la casa de la familia Lodge. Los ladrones atan a toda la familia y matan a la matriarca, Rose, con una sobredosis de cloroformo. Su hermana gemela, Margaret, se muda para ayudar a cuidar de Nicky, el niño de la familia. Poco después de su llegada, comienza a transformarse en Rose, cortándose y tiñéndose el pelo y teniendo sexo con Gardner.
A medida que aumentan las tensiones entre los residentes de Suburbicon y sus nuevos vecinos afroestadounidenses, el carismático agente de seguros Bud Cooper llega un día en que Gardner no está en casa y comienza a hacer preguntas a Margaret, buscando aclarar algunas extrañas dudas sobre la reclamación de seguro de vida de Rose hecha por Gardner poco después de su muerte. La conversación comienza inocuamente, pero Cooper sospecha cuando Margaret se refiere a sí misma y a Gardner como pareja, después de lo cual Margaret lo echa de la casa.
Mientras tanto, los dos ladrones que mataron a Rose están cabreados con Gardner después de que Nicky se colara en la sala de observación para una rueda de reconocimiento de la policía, donde Gardner y Margaret negaron que los dos ladrones fueron los que irrumpieron en su casa. También lo están porque Gardner no les ha pagado una suma de dinero que le prometió por matar a Rose, y se impacientan cuando no pueden comunicarse con él por teléfono. Por ello planean volver a la casa de Gardner y matar a Nicky y Margaret.
Esa noche, cuando una protesta prolongada en la casa de los nuevos residentes afroestadounidenses se convierte en un disturbio a pequeña escala, Cooper regresa para hablar directamente con Gardner. Le dice a Gardner que conoce la naturaleza de su plan de fraude a la aseguradora e intenta chantajear a él y a Margaret para que le den toda su indemnización a cambio de su silencio. Margaret envenena su café con lejía, y Gardner lo apuñala con un atizador de chimenea para rematarlo. Gardner sale a esconder su cuerpo, seguido por uno de los dos ladrones.
Margaret intenta envenenar a Nicky con un sándwich después de que este escuchara a escondidas su conversación con Cooper y se puso en contacto con su tío Mitch para pedir ayuda. Nicky, que cada vez sospecha más de toda la situación, no se come el sándwich, y mientras Margaret admite su derrota, uno de los ladrones la estrangula hasta matarla antes de subir a ocuparse de Nicky, que se salva con la llegada de Mitch. Mitch le da una pistola a Nicky y lo esconde en el armario antes de sucumbir a una puñalada que le inflije uno de los ladrones, ahora muerto.
De camino a casa después de deshacerse del cuerpo de Cooper, Gardner es objeto de burlas por parte del otro ladrón, que de repente es atropellado por un camión de bomberos. Al llegar a casa, encuentra los cuerpos de Margaret, Mitch y el ladrón, y saca a Nicky del armario. Le ofrece a Nicky una opción: seguir adelante con su plan de cobrar un reclamo de seguro y usar el dinero para huir a Aruba, o ser asesinado por Gardner.
A la mañana siguiente, Gardner está muerto, después de haber comido el sándwich envenenado de Margaret durante su conversación con Nicky. Nicky sale tranquilamente a jugar a la pelota con Andy, el hijo de la familia afroamericana, mientras limpian los restos del motín de la noche anterior.

## Reparto
- Matt Damon como Gardner Lodge.
- Julianne Moore como Margaret/Rose.
- Oscar Isaac como Bud Cooper.
- Noah Jupe como Nicky Lodge.
- Glenn Fleshler como Ira Sloan.
- Megan Ferguson como June.
- Jack Conley como Hightower.
- Gary Basaraba como Tío Mitch.
- Michael D. Cohen como Stretch.

## Producción
Según el productor Joel Silver, los hermanos Coen habían escrito el guion de Suburbicon en el año 1986, poco después del estreno de Blood Simple. En 2005 se anunció que George Clooney iba a dirigir y protagonizar el guion de Suburbicon y que los Coen iban a producir el filme. El guion original de los Coen, cuya escritura —según Clooney— contenía elementos slapstick y personajes similares a los de Fargo, fue modificado por Clooney y Grant Heslov, quienes mantuvieron la mayor parte de la historia escrita por los Coen y añadieron una trama centrada en conflictos raciales basados en hechos reales sucedidos en 1957.
En diciembre de 2015 se anunció que la película comenzaría a filmarse en octubre de 2016 con Matt Damon, Julianne Moore y Josh Brolin entre el reparto. Más tarde, Oscar Isaac y Woody Harrelson se unieron al grupo de actores. En febrero del año siguiente, se dio a conocer que Bloom Media iba a encargarse de la distribución internacional de la cinta y que Black Bear Pictures se encargaría de financiarla. El trabajo de producción estuvo a cargo de Joel Silver, Clooney y Grant Heslov de Smoke House Pictures y Teddy Schwarzman de Black Bear. Además, la producción contó con Robert Elswit como director de fotografía. Paramount Pictures llegó a un acuerdo de diez millones de dólares para distribuir la película en Estados Unidos y se anunció que el rodaje comenzaría en octubre de 2016 en Los Ángeles. Además de los diez millones de distribución, el costo de realización del filme fue de 25 millones.
En agosto de 2016, Noah Jupe y Glenn Fleshler se unieron al reparto para interpretar al hijo del personaje de Damon y a un asesino a sueldo, respectivamente. Un mes más tarde, Harrelson declaró en una entrevista que ya no sería parte de Suburbicon debido a problemas de agenda. La filmación comenzó a principio de octubre del mismo año. En agosto de 2017 se anunció que las escenas que había filmado Brolin no iban a formar parte del final cut de la película.

## Estreno
Paramount Pictures estrenó la película el 27 de octubre de 2017.

### Taquilla
En Estados Unidos y Canadá, Suburbicon se estrenó junto a Thank You for Your Service y Jigsaw, y se estimaba que iba a recaudar ocho millones de dólares en 2046 cines durante su fin de semana de estreno. Sin embargo, después de recaudar solamente 1,1 millones en su primer día, las estimaciones para el fin de semana bajaron a tres millones. Terminó recaudando 2,8 millones, ocupando el noveno lugar en la taquilla. Fue la venta de entradas más baja en la carrera como director de Clooney y en la carrera como actor de Matt Damon. Además ocupó el número 32 de los peores estrenos cinematográficos proyectados en más de 2000 cines. En su segundo fin de semana la recaudación fue de 1,2 millones, un 59 % menos, terminando en el lugar número trece de la taquilla.

### Crítica
Tras su estreno en Venecia, Suburbicon recibió críticas en su mayoría negativas por parte de la crítica cinematográfica. En el sitio Rotten Tomatoes, la película alcanzó un porcentaje de aprobación del 28 % basado en 236 reseñas, con un puntaje promedio de 4,9 sobre 10, y fue descrita como «un fracaso decepcionante del director George Clooney, Suburbicon intenta hacer malabares con sátira social, comentarios raciales y asesinatos misteriosos, y termina haciendo un desastre con las tres cosas». En Metacritic la película consiguió un promedio de 42 sobre 100 basado en 49 críticas, con un consenso general que la cataloga como una película de «críticas mixtas o promedio».
El crítico Brian Tallerico de RogerEbert.com escribió una reseña negativa calificando la película como «un sorprendente fracaso» y opinó que es «un desastre tonal de principio a fin». Sara Stewart del New York Post definió la cinta como una combinación de «dos historias extremadamente diferentes que simplemente no funcionan en conjunto» y otros críticos afirmaron lo mismo. El sitio IndieWire afirmó que, a pesar de tratarse de una película entretenida, Suburbicon «tropieza cuando trata de reciclar viejos ingredientes efectivos para hacer algo nuevo». Stephanie Zacharek comentó en la revista Time que el filme «es un fracaso en casi todos los aspectos» y agregó que «es un anuncio publicitario de casi dos horas de duración acerca de sus propias ideas progresistas». Aunque Zacharek también criticó la trama y el humor, elogió el trabajo del director de fotografía Robert Elswit y el diseño de producción a cargo de James D. Bissell para lograr el «opresivo perfeccionismo de los años 1950».
Varios críticos criticaron negativamente el trabajo como director de George Clooney. David Edelstein aprobó parte de la historia que reconoció como «evidentemente escrita por los Coen», elogiando el humor negro y las actuaciones de Julianne Moore y Matt Damon —quien le recordó al personaje de William H. Macy en Fargo—, pero criticó el resto de la trama. Wesley Morris de The New York Times escribió: «Es Fargo hecha por gente que pensó que Fargo necesitaba más culpabilidad blanca. Tiene los gordos, el slapstick y el desparpajo de los Coen, saturados de la piedad moral del Sr. Clooney». The Hollywood Reporter escribió: «Es casi inevitable, mientras miras Suburbicon, que te preguntes qué película hubiesen hecho Joel e Ethan Coen si hubiesen seguido adelante con su guion original».